# Philippe Verdelot
Philippe Verdelot (mezi roky 1480 a 1485? Les Loges, Seine-Maritime, Francie – mezi 1530 a 1532? neznámo kde) byl francouzský hudební skladatel období renesance, který většinu svého života prožil v Itálii. Je obecně považován za otce italského madrigalu

## Život
Narodil se ve Francii, v malé obci Les Loges, v departementu Seine-Maritime. Podrobnosti z jeho mládí nejsou známy. Do Itálie patrně přišel již v raném věku a žil v oblasti severní Itálie. Existuje obraz z roku 1511 o němž muzikologové soudí, že zobrazuje Verdelota v Benátkách ve společnosti italského zpěváka.
V letech 1523–1525 byl sbormistrem v Baptisteriu San Giovanni ve Florencii a patrně v letech 1523–1527 působil v katedrále Santa Maria del Fiore.
V roce 1526 spolupracoval Niccolou Machiavellim na vzniku známé satirické komedie Mandragora. Hra byla napsána v roce 1518, ale provedena byla až v roce 1526. Byla věnována papeži Klementu VII. z rodu Medicejů. Machiavelli byl nucen žít v exilu, jelikož byl podezřelý ze spiknutí proti vládnoucímu rodu Medicejských. Verdelot, i když stranil Florentské republice proti Medicejským, se snažil hrát politickou hru na obě strany. Písně, které Verdelot napsal do Machiavelliho hry, jsou považovány za jedny z prvních madrigalů.
Kromě toho, že stranil Florentské republice, patrně i podporoval náboženského a politického reformátora a fanatického kazatele Savonarolu, o čemž svědčí náznaky v některých jeho dílech (In te domine speravi, Ecce quam bonum, Letamini in domino).
Verdelot byl patrně zabit v bojích o Florencii v letech (1529–1530) nebo při následné morové epidemii. Po roce 1530 o něm neexistují žádné informace.
Někteří muzikologové soudí, že Verdelot byl naživu až do doby okolo roku 1540. Tyto domněnky jsou založeny na některých nejednoznačných odkazech na současné událostí v dílech publikovaných ve třicátých letech. Několik knih madrigalů publikovaných v Benátkách koncem třicátých let obsahuje jeho skladby. Jedna z těchto sbírek je věnována výhradně Verdelotovi. Mohl se přestěhovat do Benátek, aby se vyhnul pomstě vítězných Medicejů. V každém případě byl mrtev v roce 1552, kdy ho spisovatel Ortenzo Landi uvádí jako zesnulého.

## Dílo

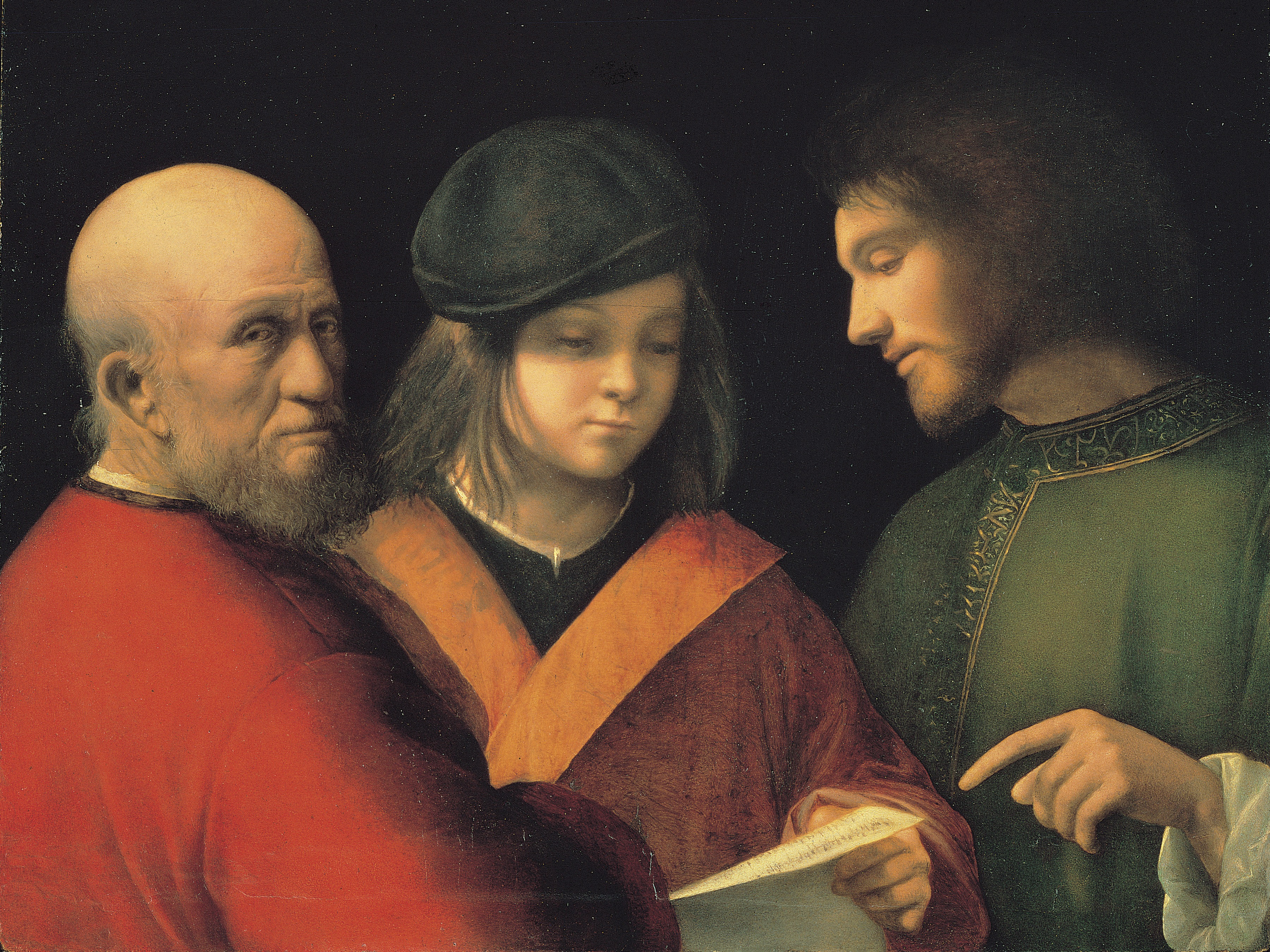
Giorgione: Tři věky muže. Mladý muž na pravé straně je údajně Philippe Verdelot.

Autorství mnoha skladeb z té doby není jednoznačné. Verdelotovy duchovní skladby byly publikovány ve třech svazcích americkým Ústavem hudební vědy ve sbírce Corpus mensurabilis musicae (ed. Anne-Marie Bragard). První svazek vydaný v roce 1966 obsahuje mše, písně a Magnificat a následující dva svazky (1973 a 1979) moteta.

### Duchovní skladby
- 1 Magnificat
- 2 mše
- přes 50 motet

### Skladby světské
- 4 francouzské šansony
- více než 146 madrigalů